# El Dorado (Trinidad y Tobago)
El Dorado es una localidad de Trinidad y Tobago, que forma parte de la región de Tunapuna-Piarco.

## Geografía
La localidad abarca parte de la isla Trinidad y limita al norte con Las Cuevas (localidad perteneciente a la región de San Juan-Laventille), al sur con Tunapuna, Macoya y Trincity, al este con Caura, Paradise Gardens y Tacarigua y al oeste con Acono Village y Tunapuna.

## Demografía
Datos demográficos de la localidad de El Dorado:
| Gráfica de evolución demográfica de El Dorado entre 2000 y 2011 |
|                                                                 |